# Ciprian-Doru Rigman
Ciprian-Doru Rigman (n.  ?) este un deputat român, ales în 2024 din partea USR. 